# Baross Katinka
Baross Katinka, Justh Jánosné, Baross Katalin Emília (Budapest, 1890. szeptember 30. – Los Angeles, 1975. január) magyar írónő.

## Életútja
Bellusi Dr. Baross Gyula királyi albíró és hrabovai Hrabovszky Hermina leányaként született, a budapest-erzsébetvárosi plébánián keresztelték 1890. október 7-én. Tanulmányait Budapesten, majd Németországban és Angliában végezte. 1913. augusztus 13-án Rabón férjhez ment Justh János földbirtokoshoz, Justh Gyula radikális polgári politikus fiához. Az aradi Kölcsey Egyesületben számos előadást tartott, cikkei, tárcái az aradi napilapokban jelentek meg, Háromtól – négyig c. bohózatát 1923-ban mutatta be az aradi színház. Sajtó alá rendezte Justh Zsigmond azelőtt ismeretlen, kétrendbeli naplóját, mely Halász Gábor szerkesztésében és jegyzeteivel 1941-ben jelent meg Budapesten. A két világháború között a Romániai Magyar Kisebbségi Nők Központi Titkárságának tagja. Az erdélyi asszonyok trianoni békeszerződés feletti fájdalmas üzenetét Justhné Jánosné Baross Katinka tolmácsolta New Yorkban az Amerikai Magyar Társaság gyűlésén.
1928 és 1934 között Hollywoodból küldött tudósításai jelentek meg a Pesti Hírlap és a Színházi Élet hasábjain, ebben az időben tehát Amerikában élt – és ez az utolsó évkör, amikor még biztosan tudjuk, hogy életben volt. Férje, Justh János 1946. május 9-én hunyt el Budapesten. 1974-ben, a Romániai magyar irodalmi lexikon első kötetének összeállításakor – még a megjelenés előtt – a mű főszerkesztője, Balogh Edgár egy cikkben gyűjtötte össze azokat, akikről hiányos információkkal rendelkeztek, és kérte az olvasók segítségét. S él-e még valahol – mert Aradon nem tudnak róla – Baross Katinka, Justh Jánosné? – szólt a kérdés.

## Külső hivatkozások
- Az amerikai zarándokút (a trianoni békeszerződés negatív következményeinek ismertetése miatt, 1928). Irta: Kozma György közjegyző